# Sergio Nápoles
Sergio Javier Nápoles Saucedo (Cancún, 23 novembre 1989) è un ex calciatore messicano, di ruolo attaccante.

## Carriera
Ha giocato nella massima serie messicana ed in quella nicaraguense.